# Domahidy Menyhért
Domahidy Menyhért (domahidai) (Angyalos, 1795. május 23. – Angyalos, 1857. január 1.) alispán

## Élete
Domahidy Zsigmond táblabiró és Kerekes Julia fia; 1848-ban Szatmár megye alispánja volt.
A szatmár megyei gyűlésen megbízták őt a karok és rendek, hogy a neologusok bolondos uj szavaiból tréfás szatirikus valamit állítson össze; ennek Domahidy megfelelt és kéziratot adott át Ajtaynak és Helmeczynek, ez pedig Kazinczy Ferencnek küldte.

## Munkái
1. Vivátkiáltás, melyel Fábri István úrnak, mint egyik kedves tanítójának neve napja innepén több tanuló-társaival együtt tiszteletet tett. Pozsony, 1812.
2. Vakon töltve, vígj. egy felv. és Az estveli óra, dr. egy felv. szerzette Kotzebue Augusztus, magyarította… Uo. 1813. (Előadatott ez utóbbi Váczon 1829. dec. 24.)
3. Az arábiai por, egy tréfa 2 felv. Holberg után és A harmadik Péter czár udvari kocsisa, egy igaz anekdota Kotzebue Augusztus után magyarította… Uo. 1814.